# Ángeles Espinosa Yglesias
Ángeles Espinosa Yglesias Rugarcía (Puebla, 18 de julio de 1942-2007) fue una gestora y promotora de las artes. Fue fundadora y directora del Museo Amparo y realizó obras en beneficio de la cultura en Puebla.

## Biografía
Sus padres fueron Manuel Espinosa Yglesias y Amparo Rugarcía. Estudió arte, restauración y museografía en París.

## Trayectoria
Fue presidenta de la Fundación Mary Street Jenkins y consejera del Grupo Financiero Inbursa. Impulsó la consolidación de varias universidades de Monterrey, Baja California, Guadalajara y Puebla. Apoyó la digitalización del Archivo Histórico de la ciudad de Puebla y la reparación de edificios afectados por el terremoto de 1999. En el 2019 se erigió un busto en su honor, localizado en la Casa de la cultura.